# Chunghwa
Chunghwa (kor. 중화군, Chunghwa-gun) – powiat w Korei Północnej, w prowincji Hwanghae Północne. W 2008 roku liczył 77 367 mieszkańców. Graniczy z powiatami Sang’wŏn na wschodzie, Kangnam na zachodzie, Hwangju i Sŏhŭng na południu, a na północy z Pjongjangiem (dokładnie z należącymi do stolicy KRLD dzielnicami Ryŏkp’o oraz Sadong).

## Historia
Powiat Chunghwa na ziemiach w rejonie Pjongjangu istniał jeszcze w XIV wieku. Tuż przed wyzwoleniem Korei spod okupacji japońskiej w 1945 roku w skład powiatu wchodziło 11 miejscowości (kor. myŏn): Chunghwa, Tongdu, P’ugndong, Susan, Yangwŏn, Ch'ŏngok, Kandong, Sinhŭng, Hae’ap, Yangjŏng i Tangjŏng.
W wyniku reformy administracyjnej z grudnia 1952 roku powiat Chunghwa został utworzony z ziem należących do miejscowości (kor. myŏn): Junghwa, Tongdu, Yulli, Yongyŏn i z jednej wsi będącej wcześniej częścią miejscowości Kangdong. Po utworzeniu wszedł w skład prowincji P’yŏngan Południowy. W 1963 roku został włączony do administracyjnych granic Pjongjangu. Stan ten trwał do 2003 roku, gdy stał się częścią prowincji Hwanghae Północne.

## Podział administracyjny powiatu
W skład powiatu wchodzą następujące jednostki administracyjne:
| Nazwa jednostki administracyjnej | Rodzaj jednostki administracyjnej | Chosŏn’gŭl | Hancha |
| -------------------------------- | --------------------------------- | ---------- | ------ |
| Chunghwa-ŭp                      | miasteczko                        | 중화읍     | 中和邑 |
| Ch’aesong-ri                     | wieś                              | 채송리     | 蔡松里 |
| Jangsan-ri                       | wieś                              | 장산리     | 長山里 |
| Jingwang-ri                      | wieś                              | 진광리     | 鎭廣里 |
| Ch’ungryong-ri                   | wieś                              | 충룡리     | 忠龍里 |
| Kŏnsan-ri                        | wieś                              | 건산리     | 乾山里 |
| Kŭmsan-ri                        | wieś                              | 금산리     | 金山里 |
| Kwanbong-ri                      | wieś                              | 관봉리     | 館峰里 |
| Majang-ri                        | wieś                              | 마장리     | 馬場里 |
| Muldong-ri                       | wieś                              | 물동리     | 물동里 |
| Myŏngwŏl-ri                      | wieś                              | 명월리     | 明月里 |
| Ŏ'ryong-ri                       | wieś                              | 어룡리     | 魚龍里 |
| Paek’un-ri                       | wieś                              | 백운리     | 白雲里 |
| Ryongsan-ri                      | wieś                              | 룡산리     | 龍山里 |
| Samhŭng-ri                       | wieś                              | 삼흥리     | 三興里 |
| Samsŏng-ri                       | wieś                              | 삼성리     | 三姓里 |
| Tongsan-ri                       | wieś                              | 동산리     | 東山里 |